# レゴラス (競走馬)
レゴラスは日本で生産された競走馬、種牡馬。重賞出走経験のない条件馬の身で2007年の第52回有馬記念に出走した経験を持つ。

## 概要
社台サラブレッドクラブにて総額1億5000万円の価格で一口馬主が募集された。
2004年3月20日、阪神競馬場でデビューするも3着、2戦目を2着としたのち3戦目で初勝利を挙げ、次に出走した500万円以下条件戦も勝って連勝する。しかしその後は屈腱炎のため、約2年半を棒に振った。2006年12月に復帰してからしばらくはダート戦に出走し、2007年6月に3勝目をマークした。着順は安定していたが、騎手の指示に逆らったり、ソラを使う（気を抜く）といった気性の悪さがあり、取りこぼしも多かった。
2007年12月、まだ1000万円以下クラスの身でありながら第52回有馬記念に出走した。有馬記念に出走した条件馬はそれまでにもいたが、重賞はおろかオープンクラスへの出走歴もない馬の出走は異例のことであった（後述）。管理調教師の加藤征弘によれば「自己条件（1000万クラス）の緩いペースでは集中力が続かず、オープンのシビアな流れで最後まで集中出来れば」という理由で挑戦に踏み切ったとのこと。15頭立てで行われたレースは雨で渋った馬場で人気馬が崩れて波乱になる展開のなか、勝ったマツリダゴッホからは1秒5離されたものの7着に入り、単勝1番人気のメイショウサムソンなどに先着した。
自己条件に戻ったあと、年明け2008年2月に東京競馬場で行われた立春賞では最後の直線で楽々と先頭に立ったものの、前述の加藤の懸念通り、ゴール手前で後続馬に差し切られ、3着となる。3月中山競馬場の両国特別では後方の位置取りからレースを進めたところ集中力を持続させ、最終コーナーで馬群の外々を回りながらも一気に後続馬を突き放し、コスモオースティンに4馬身差を付け4勝目を挙げた。その後は安田記念への登録もされたが、最終的には東京優駿当日に行われた1600万円以下クラスのむらさき賞に出走し、両国特別と同じように最後の抜け出しを狙ったが伸びきれず、3着に終わった。この一戦を最後に引退した。
加藤は、後年のキャプテン渡辺との対談でも有馬記念出走について「自信はあった」、7着という着順についても「相当強かったことは間違いない」と振り返っている。

## 競走成績
以下の内容は、netkeiba.comおよびJBISサーチに基づく。
| 年月日     | 競馬場 | 競走名         | 格   | 距離（馬場）  | 頭 数 | 枠 番 | 馬 番 | オッズ（人気） | 着順 | タイム （上り3F） | 着差 | 騎手     | 斤量 （kg） | 勝ち馬/（2着馬）       |
| ---------- | ------ | -------------- | ---- | ------------- | ----- | ----- | ----- | -------------- | ---- | ----------------- | ---- | -------- | ----------- | ---------------------- |
| 2004.03.20 | 阪神   | 3歳新馬        |      | 芝2000m（良） | 16    | 3     | 6     | 01.5（1人）    | 3着  | 2:03.8 (34.5)     | -0.4 | 安藤勝己 | 56          | アドマイヤキング       |
| 0000.04.25 | 東京   | 3歳未勝利      |      | 芝2300m（良） | 12    | 5     | 6     | 01.3（1人）    | 2着  | 2:25.2 (34.4)     | -0.1 | 横山典弘 | 56          | ダイイチアトム         |
| 0000.05.29 | 東京   | 3歳未勝利      |      | 芝2300m（良） | 17    | 4     | 8     | 01.2（1人）    | 1着  | 2:19.1 (36.3)     | -0.4 | 横山典弘 | 56          | （ワンダードリーム）   |
| 0000.07.04 | 函館   | 3歳上500万下   |      | 芝2000m（良） | 12    | 3     | 3     | 01.9（1人）    | 1着  | 2:01.0 (36.5)     | -0.8 | 安藤勝己 | 54          | （サイレンスブランド） |
| 2006.12.23 | 中山   | 3歳上500万下   |      | ダ1800m（良） | 16    | 6     | 11    | 02.5（1人）    | 2着  | 1:54.6 (40.1)     | -0.0 | 横山典弘 | 57          | サクラマジェスティ     |
| 2007.01.27 | 京都   | 4歳上500万下   |      | ダ1800m（良） | 10    | 2     | 2     | 01.6（1人）    | 3着  | 1:53.2 (38.3)     | -0.6 | 岩田康誠 | 57          | タマモコンチェルト     |
| 0000.03.04 | 阪神   | 4歳上500万下   |      | ダ1800m（良） | 14    | 5     | 8     | 02.2（1人）    | 8着  | 1:54.7 (40.0)     | -0.9 | 安藤勝己 | 57          | フィールドジュエル     |
| 0000.06.23 | 函館   | 3歳上500万下   |      | ダ1700m（良） | 10    | 4     | 4     | 02.5（1人）    | 1着  | 1:46.9 (38.0)     | -1.0 | 安藤勝己 | 57          | （アルスボヘミアン）   |
| 0000.07.07 | 函館   | 津軽海峡特別   | 1000 | ダ1700m（良） | 9     | 8     | 8     | 03.2（2人）    | 5着  | 1:46.5 (38.6)     | -0.5 | 安藤勝己 | 57          | ナムラジョンブル       |
| 0000.10.28 | 東京   | 精進湖特別     | 1000 | 芝2000m（稍） | 16    | 7     | 13    | 07.6（4人）    | 3着  | 2:00.3 (34.5)     | -0.2 | 安藤勝己 | 57          | マイネルアナハイム     |
| 0000.11.24 | 東京   | オリエンタル賞 | 1000 | 芝2000m（良） | 13    | 4     | 4     | 04.3（2人）    | 5着  | 2:01.1 (34.9)     | -0.2 | 安藤勝己 | 56          | エーシンピーシー       |
| 0000.12.23 | 中山   | 有馬記念       | GI   | 芝2500m（稍） | 15    | 3     | 5     | 137.6（15人）  | 7着  | 2:35.1 (37.0)     | -1.5 | 柴田善臣 | 57          | マツリダゴッホ         |
| 2008.02.11 | 東京   | 立春賞         | 1000 | 芝1800m（良） | 16    | 3     | 5     | 02.6（1人）    | 3着  | 1:47.3 (36.7)     | -0.2 | 安藤勝己 | 57          | キタノリューオー       |
| 0000.03.08 | 中山   | 両国特別       | 1000 | 芝1800m（良） | 16    | 3     | 6     | 03.1（1人）    | 1着  | 1:47.7 (34.9)     | -0.7 | 藤田伸二 | 57          | （コスモオースティン） |
| 0000.06.01 | 東京   | むらさき賞     | 1600 | 芝1800m（良） | 18    | 8     | 17    | 03.5（1人）    | 3着  | 1:47.8 (34.1)     | -0.1 | 藤田伸二 | 57          | アグネストレジャー     |

## 競走馬引退後
競走馬引退後の2009年から母・カーリングの母国フランスで種牡馬となる。本馬を生産した社台ファームがHaras de Lonrayからのオファーを受けたと報じられた。2011年時点ではElevage d'Airyで繋養されている。

## 条件馬の有馬記念出走小史
有馬記念に出走した条件馬は、1984年のグレード制導入前の一例で1972年に出走したソロナオール、グレード制導入後ではレゴラスのほかに1987年のミスターブランディとアサカツービート、1991年に出走したフジヤマケンザン、2018年に出走したオジュウチョウサンがいる。
ソロナオールはいわゆる花の47年組の一頭で、出走当時700万下（のち1500万下→1600万下→3勝クラス）の身であり、セントライト記念、京都新聞杯、菊花賞でいずれも3着としたのち、有馬記念には当時あった推薦委員会の選出にて出走。単勝こそ8番人気ながら、当時ファンの間で「ソロナオールの3着神話」なるものが流れていた影響で複勝は5番人気であった。レースではイシノヒカル、メジロアサマに続く3着に入線した。
ミスターブランディとアサカツービートが出走した有馬記念は、まだ2段階の降級制度が残っていた時代で、当時の1400万下は「4歳1400万円以下・5歳2800万円以下・6歳以上4200万円以下」という条件であった。
ミスターブランディは6歳時に400万下特別2連勝→900万下特別勝利→福島記念で重賞勝利していたものの、有馬記念出走時の収得賞金は3500万円であり、1400万下の条件馬であった。アサカツービートは前走、天皇賞・秋で3着していたものの、収得賞金は3720万円（6歳時）であり、天皇賞・秋も有馬記念も1400万下からの格上挑戦であった。
フジヤマケンザンは900万下の嵯峨野特別を勝ち1500万下の嵐山ステークス2着、菊花賞3着、ジャパンカップ8着を経ての出走で、こちらも推薦委員会の選出によるものであった。
これらの馬と異なり、ファン投票第3位を記録し史上初の「ファン投票選出による条件馬の有馬記念出走」を果たしたのがオジュウチョウサンである（オジュウチョウサンの記事にて詳述）。この2018年の有馬記念は他に、当時はレゴラスと同じく1000万円以下クラスの身かつ重賞競走への出走経験がなかったベイビーステップも登録していたが、最終的には出走はしなかった。
なお、春のグランプリである宝塚記念でも、2013年に出走当時最高勝ち鞍がともに1000万下であったローゼンケーニッヒ、タニノエポレットの2頭の条件馬が出走している。
1997年のエリザベス女王杯は未勝利勝ちしかない収得賞金400万円（500万下）のエイシンカチータが出走し、入着（5着）している。古馬GIはおろか、古馬重賞全体で見ても500万下の馬が出走する例はほとんどない。

## 血統表
| レゴラスの血統                                             | レゴラスの血統                        | レゴラスの血統           | （血統表の出典）         | （血統表の出典） |
| 父系                                                       | ヘイロー系                            | ヘイロー系               | ヘイロー系               | [ § 2 ]          |
| 父 *サンデーサイレンス Sunday Silence 1986 青鹿毛 アメリカ | 父の父Halo 1969 黒鹿毛 アメリカ       | Hail to Reason 1958      | Turn-to                  | Turn-to          |
| 父 *サンデーサイレンス Sunday Silence 1986 青鹿毛 アメリカ | 父の父Halo 1969 黒鹿毛 アメリカ       | Hail to Reason 1958      | Nothirdchance            |                  |
| 父 *サンデーサイレンス Sunday Silence 1986 青鹿毛 アメリカ | 父の父Halo 1969 黒鹿毛 アメリカ       | Cosmah 1953              | Cosmic Bomb              | Cosmic Bomb      |
| 父 *サンデーサイレンス Sunday Silence 1986 青鹿毛 アメリカ | 父の父Halo 1969 黒鹿毛 アメリカ       | Cosmah 1953              | Almahmoud                |                  |
| 父 *サンデーサイレンス Sunday Silence 1986 青鹿毛 アメリカ | 父の母Wishing Well 1975 鹿毛 アメリカ | Understanding 1963       | Promised Land            | Promised Land    |
| 父 *サンデーサイレンス Sunday Silence 1986 青鹿毛 アメリカ | 父の母Wishing Well 1975 鹿毛 アメリカ | Understanding 1963       | Pretty Ways              |                  |
| 父 *サンデーサイレンス Sunday Silence 1986 青鹿毛 アメリカ | 父の母Wishing Well 1975 鹿毛 アメリカ | Mountain Flower 1964     | Montparnasse             | Montparnasse     |
| 父 *サンデーサイレンス Sunday Silence 1986 青鹿毛 アメリカ | 父の母Wishing Well 1975 鹿毛 アメリカ | Mountain Flower 1964     | Edelweiss                |                  |
| 母 *カーリング Carling 1992 鹿毛                           | 母の父Garde Royale 1980 青鹿毛        | Mill Reef                | Never Bend               | Never Bend       |
| 母 *カーリング Carling 1992 鹿毛                           | 母の父Garde Royale 1980 青鹿毛        | Mill Reef                | Milan Mill               |                  |
| 母 *カーリング Carling 1992 鹿毛                           | 母の父Garde Royale 1980 青鹿毛        | Royal Way                | Sicambre                 | Sicambre         |
| 母 *カーリング Carling 1992 鹿毛                           | 母の父Garde Royale 1980 青鹿毛        | Royal Way                | Right Away               |                  |
| 母 *カーリング Carling 1992 鹿毛                           | 母の母Corraleja 1982 鹿毛             | Carvin                   | * Marino                 | * Marino         |
| 母 *カーリング Carling 1992 鹿毛                           | 母の母Corraleja 1982 鹿毛             | Carvin                   | Coraline                 |                  |
| 母 *カーリング Carling 1992 鹿毛                           | 母の母Corraleja 1982 鹿毛             | Darling Dale             | Tyrant                   | Tyrant           |
| 母 *カーリング Carling 1992 鹿毛                           | 母の母Corraleja 1982 鹿毛             | Darling Dale             | Treat F-No.4-p           |                  |
| 母系(F-No.)                                                | カーリング(FR)系(FN:4-p)              | カーリング(FR)系(FN:4-p) | カーリング(FR)系(FN:4-p) | [ § 3 ]          |
| 5代内の近親交配                                            | 5代内アウトブリード                   | 5代内アウトブリード      | 5代内アウトブリード      | [ § 4 ]          |
| 出典                                                       | 1. 2. 3. 4.                           | 1. 2. 3. 4.              | 1. 2. 3. 4.              | 1. 2. 3. 4.      |

父はサンデーサイレンス、母はフランスで走りジャパンカップにも出走経験のあるカーリング。半兄にマイル・中距離路線で息の長い活躍をしたローエングリン、半弟に2014年の京都金杯を制したエキストラエンドがいる。